# Geely MK
Geely MK —переднеприводной автомобиль, с вариантами кузова седан или хетчбэк класса С, разработанный в Китае группой компаний Geely Automobile в 2006 году. За основу взята Toyota Vios первого поколения. Используются вариации двигателя Toyota «A» серии. Компания Geely ранее купила эти двигатели у Tianjin Industrial (FAW), которая имеет лицензию Toyota. Продажи автомобиля в России стартовали в июне 2008 года. С января 2010 года налажено производство автомобилей на заводе автомобильной компании Derways в городе Черкесске. В 2015 году на смену Geely MK пришёл Geely GC6, который представляет собой глубокий рестайлинг.
В Китае до февраля 2011 года Geely MK Cross продавался под названием Geely Jinying Cross, после процесса ребрендинга получил название Englon Jinying Cross. Geely MK после ребрендинга получил название Englon MK. Ребрендинг был проведён в связи с новой маркетинговой стратегией, направленной на обновление и поднятие имиджа, поскольку под тем же брендом совместно с британской компанией «Manganese Bronze Holdings» (производитель лондонских такси) выпускается модель-такси TX4.
Поставки модели на российский рынок прекратились в 2016 году.

## Модификации и региональные особенности
Для внутреннего рынка автомобиль производится в кузове седан и 5-дверный хетчбэк, и бензиновыми двигателями объёмом 1,3 и 1,8 литров. В Россию и в Украину поставляются только  с двигателем 1,5 л (94 л.с.), а с 2010 года — собираются на конвейере завода Derways.
В базу МК входят: ABS и EBD (антиблокировочная система и система распределения тормозных усилий), подушка безопасности водителя, стеклоподъёмники, гидроусилитель руля, кондиционер, электрорегулировка наружных зеркал, противотуманные фары, проигрыватель CD/MP3, литые диски и т. д. В комплектацию Impress, добавлены люк, подушка безопасности переднего пассажира и сидения из комбикожи. Модель показала хорошие результаты при краш-тесте по методике С-NCAP, а также три звезды в австралийском краш-тесте ANCAP.

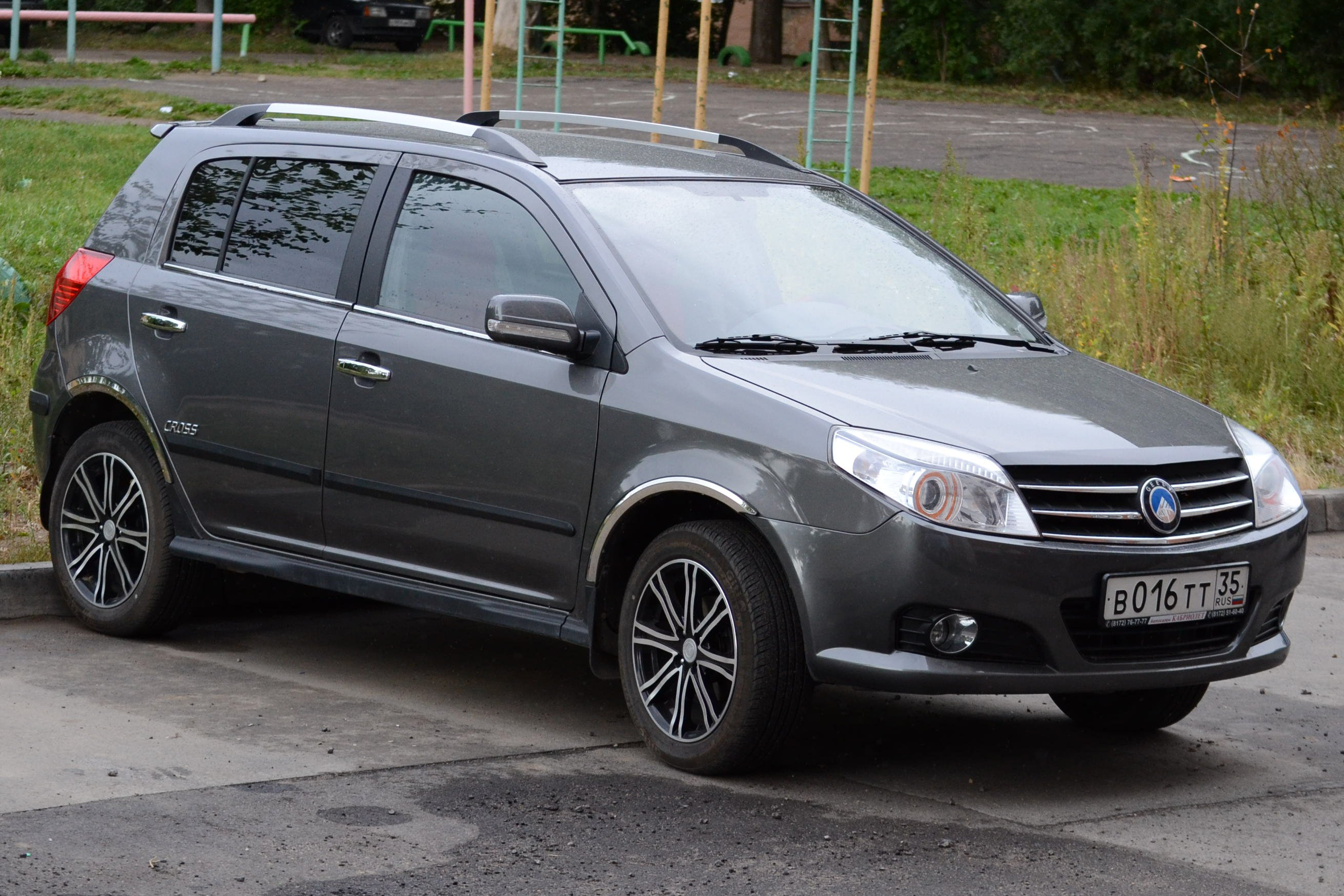
MK Cross

| ANCAP                                    |                    |       |
| · 20,56 · общий рейтинг                  |                    |       |
| Рейтинги                                 | Фронтальный удар   | 8,46  |
| Рейтинги                                 | Боковой удар       | 12,10 |
| Рейтинги                                 | Ремни безопасности | 0     |
| Протестированная модель: Geely MK (2011) |                    |       |

Geely MK Cross (запущенный в 2010 году в Китае как Jinying Cross, 金鹰 Cross, Golden Eagle Cross) — компактный городской кроссовер. Geely MK Cross имеет увеличенный дорожный просвет, спортивные элементы обвеса кузова, обновлённый бампер и решётку радиатора, накладки на колёсные арки и пороги, дополнительные молдинги и декоративные рейлинги на крыше. Салон выполнен в красно-чёрной гамме, с контрастной обивкой сидений и карт дверей, красными вставками на руле и рукоятке КП. Кроме того, MK Cross вместо стрелочных приборов имеет цифровой дисплей, повёрнутый под углом к водителю. Geely MK Cross комплектуется 4-цилиндровым экономичным двигателем объёмом 1,5 л и мощностью 94 л.с. Расход топлива по трассе — 6,3 л на 100 км.

## Безопасность
Компания «Geely» и китайская Генеральная администрация по надзору за качеством в 2012 году отзывали 255 958 автомобилей Englon King Kong (Geely MK и MK II) и Golden Eagle (Geely Jinying, продаваемый в России и Украине как Geely MK Cross), произведённых в период с 9 мая 2006 года по 27 мая 2012 «в связи с проблемой утечки топлива».

## Продажи
В 2011 году в Китае было продано 68 465 шт. Englon King Kong (Geely MK, 63-е место среди всех моделей легковых автомобилей). В 2012 году в Китае было продано 54 556 шт. Englon King Kong (Geely MK, 80-е место среди всех моделей легковых автомобилей) и 24,661 шт. Englon Golden Eagle (Geely MK Cross). Цена на Geely MK в Китае составляет от 53900 до 79300 юаней в зависимости от комплектации, на Geely MK II (хетчбэк) с механической коробкой передач — от 53 800 до 60 800 юаней в зависимости от комплектации, и от 59 800 до 66 800 с коробкой-автоматом.
В Украине в 2011 году было продано более 2000 шт. Geely MK и более 400 шт. Geely МК-2. В 2012 году 2247 (28-е место) Geely MK и 1059 шт (66-е место) Geely MK-2/Cross.
В 2016 году поставки модели на российский рынок были прекращены.